# SV Deurne
SV Deurne (Sport Vereniging Deurne) is een voetbalvereniging uit het Noord-Brabantse Deurne. In het seizoen 2023/24 komt het standaardelftal uit in de Eerste klasse zondag. Dit is één niveau hoger dan de tweede club uit Deurne dat in de Tweede klasse speelt.

## Voetbalverenigingen in Deurne
SV Deurne werd opgericht in 1942 na een fusie van twee verenigingen, namelijk D.O.S. (uit 1922) en Deurania (uit 1916 of 1917). Kort hiervoor werden de verenigingen S.V.V. (uit de Sint-Jozefparochie) en S.P.V uit Vlierden opgeheven. S.V.V. keerde in 1948 terug onder een andere naam, namelijk Sint-Jozefparochiese Voetbal Vereniging (S.J.V.V.). S.P.V werd in 1951 heropgericht. In Deurne kwamen vervolgens de verenigingen Rooms-Katholieke Zeilbergse Sportvereniging (1954) en Racing Boys (1965) tot stand.

## Geschiedenis van de voorgangers
Deurania
Deurania is als oudste voetbalvereniging in Deurne vermoedelijk opgericht in 1916 of 1917. Deurania had haar clubhuis aan de Molenstraat op de plaats van het huidige zwembad De Wiemel. De clubkleuren van Deurania waren een geel-zwart shirt en een zwarte broek. Deze kleuren werden later ook in gebruik genomen door de voetbalvereniging van de Rooms-Katholieke Zeilbergse Sportvereniging uit Zeilberg.
D.O.S.
De vereniging D.O.S. werd opgericht op 5 september 1922, en had haar domicilie bij Hotel van Baars aan de Stationsstraat in Deurne. Het terrein waarop gespeeld werd, lag in de nabijheid daarvan aan de Hellemanstraat. Er werd daarnaast ook wel gespeeld in een weiland aan de noordzijde van de huidige Pastoor Jacobstraat achter de toenmalige boerderij van de familie Van der Vrande. De cluboutfit bestond uit een wit shirt en een blauwe broek, met blauw witte kousen. Dit tenue werd later door SV Deurne overgenomen.
De fusie
Het doel van de fusie was het voetbal in Deurne naar een hoger niveau te brengen en om meer financiële steun van de gemeente Deurne te verzekeren. De gemeente Deurne bemoeide zich tot dat moment niet met de verenigingen en de accommodatie. Om dit doel te verwezenlijken werd omstreeks 1942 het plan opgevat om DOS en Deurania te laten fuseren. De toenmalige burgemeester Robert J.J. Lambooij gaf hiervoor de aftrap. De fusie werd voorbereid door een aantal notabelen uit het dorp in een Commissie van goede diensten, namelijk J.A.H. Berkvens (tandarts), H.J. van Doorne (industrieel), Th. baron de Smeth van Deurne (kasteelheer), J.A. Tromp (notaris), R.C.M. Verhaegen (huisarts) en A.J.M. Witlox (pastoor). Op 1 augustus 1942 werd de R.K. Sportvereniging Deurne opgericht.

## Seizoen 2007-2008
Het seizoen 2007-2008 wordt beschouwd als het voorlopig hoogtepunt in de geschiedenis van de club. Op 12 mei 2008 werd SV Deurne kampioen van de Zondag Hoofdklasse B, destijds de hoogste amateurklasse. Op 31 oktober 2007 werd door winst op UNA (2-0) de achtste finale van de KNVB beker bereikt waar het tegen de profs van Feyenoord moest opnemen. Op 15 januari 2008 trokken negentien bussen met supporters van Deurne naar Helmond, alwaar in Stadion De Braak van Helmond Sport de wedstrijd werd gespeeld. De wedstrijd was naar Helmond verplaatst vanwege de ontoereikende voorzieningen rond het thuisveld. Onder de bezoekers bevond zich burgemeester Gerard Daandels, die in een interview met RTL had toegezegd dat bij winst de kroegen in Deurne onbeperkt zouden mogen openblijven die nacht. De wedstrijd ging echter met 0-4 verloren.

## Erelijst
Districtsbeker Zuid II
Winnaar in 2010
Winnaar in 2013

## Competitieresultaten 1943–heden
| 4 4I |

| 1 4I |

|  |

| 2 3B |

| 2 3A |

| 3 3A |

| 3 3A |

| 2 3A |

| 3 3A |

| 6 3A |

| 9 3A |

| 12 3A |

| 6 4A |

| 4 4C |

| 1 4C |

| 8 3A |

| 11 3A |

| 9 3A |

| 8 3A |

| 11 3A |

| 12 3A |

| 6 4C |

| 5 4C |

| 3 4C |

| 3 4C |

| 2 4C |

| 7 4C |

| 2 4C |

| 2 4C |

| 4 4C |

| 1 4C |

| 9 3A |

| 2 3A |

| 5 3A |

| 7 3A |

| 7 3A |

| 1 3A |

| 7 2A |

| 12 2A |

| 11 3A |

| 1 4C |

| 6 3A |

| 4 3A |

| 7 3A |

| 1 3A |

| 3 2A |

| 3 2A |

| 2 2A |

| 3 2A |

| 1 2A |

| 1 1F |

| 10 C |

| 9 C |

| 7 C |

| 11 B |

| 8 B |

| 14 B |

| 7 1C |

| 4 1C |

| 1 1D |

| 9 B |

| 10 B |

| 9 B |

| 12 B |

| 1 1D |

| 1 B |

| 13 B |

| 1 1D |

| 12 B |

| 9 B |

| 11 B |

| 6 B |

| 12 B |

| 11 1D |

| 9 1D |

| 6 1D |

| 4 1D |

| -- 1D |

| -- 1D |

| 8 1D |

| 8 1C |

| 1F |

| Hoofdklasse | Eerste klasse | Tweede klasse | Derde klasse | Vierde klasse |

In elke staaf van de grafiek staat van boven naar beneden vermeld: 
- Eindnotering

Dit is de positie die de club heeft bereikt in de competitie, zonder eventuele beslissings-, play-off- of nacompetitiewedstrijden die nodig zijn geweest om bijvoorbeeld de kampioen van de competitie te bepalen.
Indien een * achter het getal staat is de notering een tussenstand en kan het zijn dat de notering niet overeenkomt met de uiteindelijke eindstand van de competitie.
Staat er een - dan is het seizoen nog bezig en is er geen definitieve uitslag bekend.
Staat er xx op de positie van de notering, dan heeft de club vroegtijdig de competitie verlaten. Dit kan onder andere komen door terugtrekking van het team, faillissement van de club of door een uitgedeelde straf van de KNVB. In veel gevallen staat elders in het artikel de reden vermeld.
Staat er een ? dan is het resultaat uit het verleden onbekend, en is alleen de competitie of het niveau bekend van dat seizoen.
In de seizoenen 2019/20 en 2020/21 werd wegens de coronacrisis het amateurvoetbal afgebroken. Daardoor kennen deze staven geen eindklassering (middels -- weergegeven).
- Competitieniveau en afdelingsletter of Officiële eindstand Eredivisie
  - Competitieniveau en afdelingsletter

Hierbij geeft het getal het niveau weer, dat ook terug te vinden is in de legenda. De letter is de afdelingsaanduiding en wordt gebruikt wanneer er meer afdelingen zijn op hetzelfde niveau. De afdelingsletter is altijd een hoofdletter en wordt meestal zonder nummer gebruikt.
Voorbeeld: 2F is niveau 2e klasse competitie F.
Het competitieniveau en nummer wordt niet vermeld wanneer er slechts één competitie van dit niveau was.
  - Officiële eindstand Eredivisie (getal staat tussen haakjes vermeld)

Sinds de introductie van play-offwedstrijden voor Europees voetbal na afloop van de reguliere competitie in 2005/06, is de KNVB verplicht een eindstand van de Eredivisie door te geven aan de UEFA aan de hand van deze play-offwedstrijden.
Bij deze eindstand staan clubs die zich hebben gekwalificeerd voor Europees voetbal hoger dan clubs die zich niet wisten te kwalificeren. Indien er geen verschil was tussen de eindnotering en de officiële eindstand, staat dit getal niet vermeld.

- Onderafdeling

Hier staat afgekort de naam van de onderafdeling indien de club in dat jaar in een onderafdeling uitkwam. Tevens staat deze afkorting in de legenda en wordt gelinkt naar het artikel over deze onderafdeling. Deze afkorting wordt alleen vermeld wanneer de club in het verleden in verschillende onderafdelingen heeft gespeeld. Deze vermelding is in de staaf altijd in kleine letters. Deze onderafdelingen zijn na het seizoen 1995/96 afgeschaft. Heeft de club in slechts één onderafdeling gespeeld, dan is dit alleen terug te vinden in de legenda.
Onder de staaf staat het jaartal vermeld waarin het seizoen is afgesloten. 15 verwijst naar het seizoen 2014/15 of eventueel het seizoen 1914/15.
Wanneer een staaf leeg is, zijn deze gegevens niet bekend. Het kan ook zijn dat de club dat seizoen niet heeft meegespeeld op het hogere amateurniveau, vroegtijdig de competitie heeft verlaten of uit de competitie is gezet.

In het seizoen 1944/45 was er wegens de Tweede Wereldoorlog geen regulier competitievoetbal.

## SV Deurne in de KNVB Beker
Dit schema laat de resultaten zien van SV Deurne tegen profclubs in de KNVB Beker.
| Seizoen | Ronde     | Wedstrijd             | Uitslag |
| ------- | --------- | --------------------- | ------- |
| 2007/08 | 8e finale | SV Deurne - Feyenoord | 0-4     |
| 2013/14 | 2e ronde  | SV Deurne - FC Emmen  | 0-2     |

## Bekende (oud-)spelers
- Willy van de Beek